# SN 2009et
SN 2009et – supernowa typu II-P odkryta 20 maja 2009 roku w galaktyce IC3704. W momencie odkrycia miała maksymalną jasność 19,30m.